# André-Louis Danjon
André-Louis Danjon, francoski astronom, * 6. april 1890, Caen, Francija, † 21. april 1967, Suresnes, Francija.
Danjon je bil med letoma 1945 in 1963 devetnajsti predstojnik Pariškega observatorija.

## Priznanja

### Nagrade
Kraljeva astronomska družba mu je leta 1958 podelila zlato medaljo.

### Poimenovanja
Po njem se imenuje udarni krater Danjon na Luni in asteroid glavnega asteroidnega pasu 1594 Danjon.